# Legelő

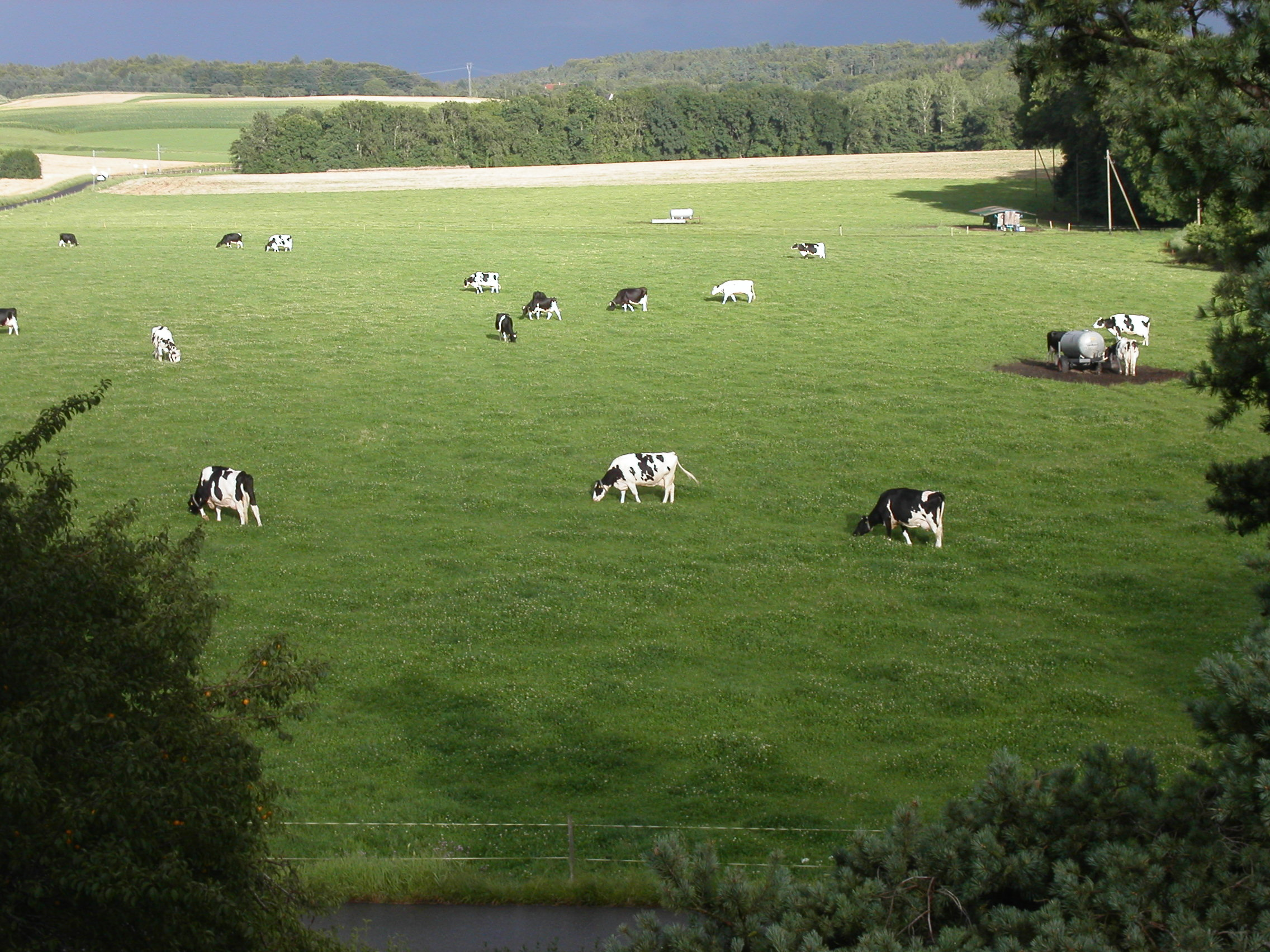
Tehenek egy svájci legelőn

A legelő általában olyan terület, amelyről az állatok a táplálásukra szükséges növényeket, saját maguk legeltetés útján szerzik meg.

## Fajtái
A legelőnek több fajtája van. Tartamuk szerint állandó és ideiglenes legelőket különböztetnek meg. Elsőkhöz ama rendszerint természetes legelő területek tartoznak, melyek egyéb használatra nem alkalmasak s azért feltétlen legelőknek is nevezik. Az állandó legelők fekvésük szerint vagy hegyi vagy lapályi legelők, használhatóságuk szerint pedig marha-, juh- és sertéslegelőket szokás megkülönböztetni.
A magas füvet termő legelők marha-, illetve lólegelőknek, a sovány, apró füvet termőket juh-, a mocsaras legelőket sertés- vagy bivalylegelőknek tekintik. Az állandó legelők egyoldalú használatuk miatt rendszerint csekélyebb nyers jövedelmet szolgáltatnak ugyan, mint a rétek, és különösen a szántóföld, mindazonáltal nagy előny, ha a birtoknak jó legelői vannak, egyrészt mert a legelők kezelése nagyon egyszerű, csekély költséggel járó, és ezért tiszta jövedelmük aránylag nagy, másrészt mert állattenyésztés, nevezetesen állatok fölnevelése legelők nélkül sikerrel nem is folytatható.
Az állandó legelők értéke termőképességük szerint változik. Míg pl. kitűnő lapály legelőből fél katasztrális hold is elegendő egy szarvasmarha eltartására, addig közönségesből 1,5-2 hold szükséges. Jó juhlegelőn katasztrális holdanként 4-5, silányon csak 1-2 juh tartható el egy nyáron át.
Az ideiglenes legelők sorába egyrészt a szántóföldön mesterségesen létesített legelők tartoznak, másrészt a legeltetésre csak mellékesen használt területek, melyek az ugar, a tarló és az erdei legelők.
Magyarországon az 1890-es években az állandó legelők kiterjedése 4 317 000 ha volt, a szűkebb értelemben vett Magyarországon 3 708 883 ha, vagyis az összes akkori termőterület 14, illetve 13,9%-a.
Jogi értelemben a legelő a termőföld egyik művelési ága.